# Fernand Guillou
Pour les articles homonymes, voir Guillou.
Fernand Guillou, né le 6 janvier 1926 à Montoire-sur-le-Loir et mort le 7 octobre 2009 à Antony, est un joueur de basket-ball français.

## Palmarès
- Médaille d'argent au Tournoi olympique de basket-ball 1948
- Médaille d'argent au Championnat d'Europe 1949

- Première sélection : Le 29 avril 1947 à Prague (Tchécoslovaquie) contre la Bulgarie
- Dernière sélection : Le 17 mars 1951 à Gênes (Italie) contre l'Italie